# Asediu din ceruri (sezonul 1)
Aceasta este lista episoadelor din sezonul 1 al serialului Falling Skies:

## Episoade
| Nr. în serial | Nr. in sezon | Titlu                | Regia                | Scenariu               | Premiera      | Audiență SUA (milioane) |
| ------------- | ------------ | -------------------- | -------------------- | ---------------------- | ------------- | ----------------------- |
| 1             | 1            | „Live and Learn”     | Carl Franklin        | Robert Rodat           | 19 iunie 2011 | 5.91                    |
| 2             | 2            | „The Armory”         | Greg Beeman          | Graham Yost            | 19 iunie 2011 | 5.91                    |
| 3             | 3            | „Prisoner of War”    | Greg Beeman          | Fred Golan             | 26 iunie 2011 | 4.20                    |
| 4             | 4            | „Grace”              | Fred Toye            | Melinda Hsu Taylor     | 3 iulie 2011  | 4.07                    |
| 5             | 5            | „Silent Kill”        | Fred Toye            | Joe Weisberg           | 10 iulie 2011 | 3.90                    |
| 6             | 6            | „Sanctuary (Part 1)” | Sergio Mimica-Gezzan | Joel Anderson Thompson | 17 iulie 2011 | 4.27                    |
| 7             | 7            | „Sanctuary (Part 2)” | Sergio Mimica-Gezzan | Melinda Hsu Taylor     | 24 iulie 2011 | 4.07                    |
| 8             | 8            | „What Hides Beneath” | Anthony Hemingway    | Mark Verheiden         | 31 iulie 2011 | 4.31                    |
| 9             | 9            | „Mutiny”             | Holly Dale           | Joe Weisberg           | 7 august 2011 | 5.70                    |
| 10            | 10           | „Eight Hours”        | Greg Beeman          | Mark Verheiden         | 7 august 2011 | 5.54                    |